# 黑胸镰猛蚁
黑胸镰猛蚁（Harpegnathos medioniger）是镰猛蚁属之下的一个种。 于1942年由Horace Donisthorpe首次描述。
种加名“medioniger”由“medio”（中间）和“niger”（黑色）组成。百度百科给于的譯名为中黑镰猛蚁，而维基百科的譯名則是黑胸镰猛蚁。

## 描述

### 外观
雄蚁体长10.5mm。 拟工蚁（蚁后）和工蚁没有太大的差别，区别仅限于胸部隆起。
头（Head）、前胸背板（Pronotum）、小盾片（Scutellum）、第二节结节（Post-petiole）和腹（Gaster）呈黄棕色。眼睛（Eye）、胸部（Thorax）和第一节结节（Petiole）为黑色。颔（Mandible）呈黄色，触角（Antenna）、须（Palpi（包含颚须和唇须）和腿（Leg）呈淡黄色。全身部满淡黄色的毛。
头部光滑且有光泽，从眼睛后面到后缘呈横向圆形，轻微且广泛的切除，边缘尖锐而狭窄。唇基（Clypeus）大，横向，稍微凸，后部稍微窄，前缘几乎为直向的。额（Frontal）的面积大，呈三角形。额基（Frontal carina）突短。完全被覆盖的触角插入，位于额区尖基部后面，中间有一条短而窄的凸起纵向线或隆突。眼睛很大，呈椭圆形，突出。单眼（Ocelli）大，位于头顶。触角很长，鞭节（Funi culus）具13节，柄节（Scape）较短，但鞕节第一节比柄节短，稍微长于宽，其于的节具短柔毛。上颔（Mandible）十分原始且特别尖。颔须（Maxillary palp）较长，具5节，第一节较短，其于细长，第三节长于第二节和第四节。
胸部细长，前部和后部窄，在翅基（Wing base）部位最宽。前胸背板（Pronotum）横向，前部变窄为印楝，后缘寛而深深的切除，边缘狭窄，disc光滑有光泽，边缘前有一个人短的横向沟槽，围绕着一个凸起的横向中心部分，侧面有稀疏的斑点，横向有条纹。
腹部平滑，呈长椭圆形，第二节腹节最长。
腿长且纤细，两个胫节刺（Tibial spurs）分部于胫节并成对，爪（Claw, Claus）具双齿.

#### 与其他镰猛蚁的区别
该物种很像浅足镰猛蚁（Harpegnnathos pallipes），但浅足镰猛蚁是来自爪哇的物种。除了颜色不同外，黑胸镰猛蚁的外骨骼刻纹更多。浅足镰猛蚁的并胸腹节（旧时称Epinotum，现称Propodeum）呈六边形倾斜，没有隆起的脊。结节（Petiole）下方有一个发达的腹柄下突（Subpetiolar pricess）。

### 发现
该物种的正模标本是由C. F. Baker于菲律宾拍摄的一只雄蚁。模式产地在菲律宾，同时也是菲律宾的特有物种。由Horace Donisthorpe于1942年首次描述。

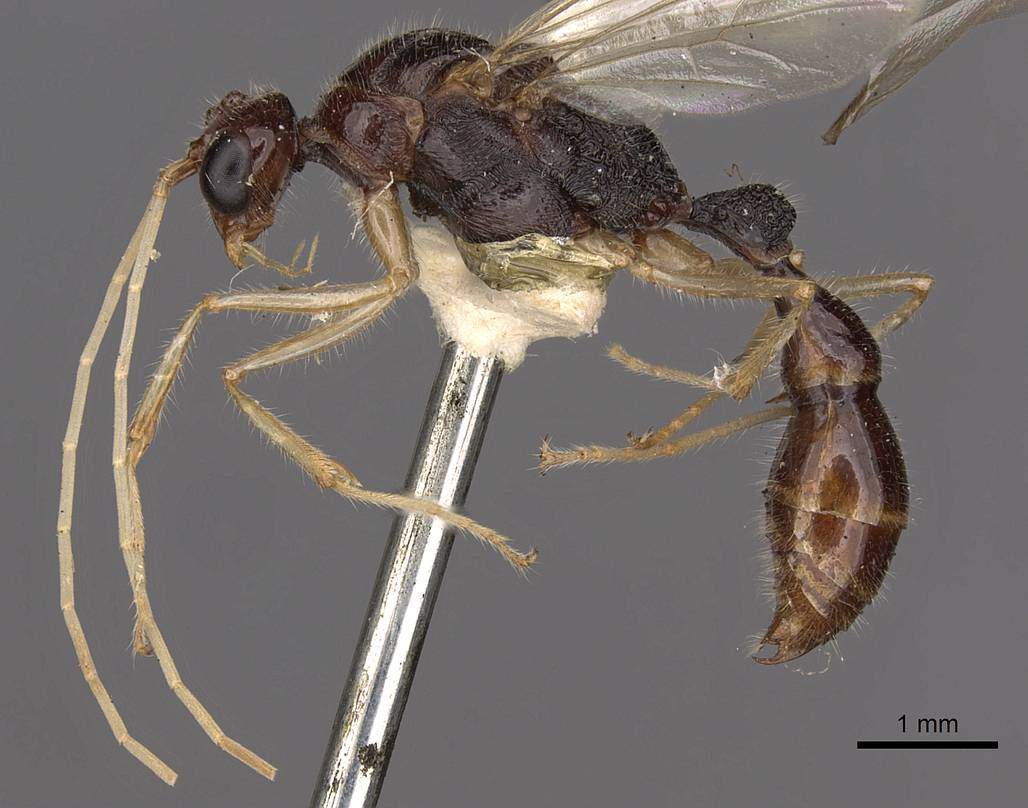
侧面图
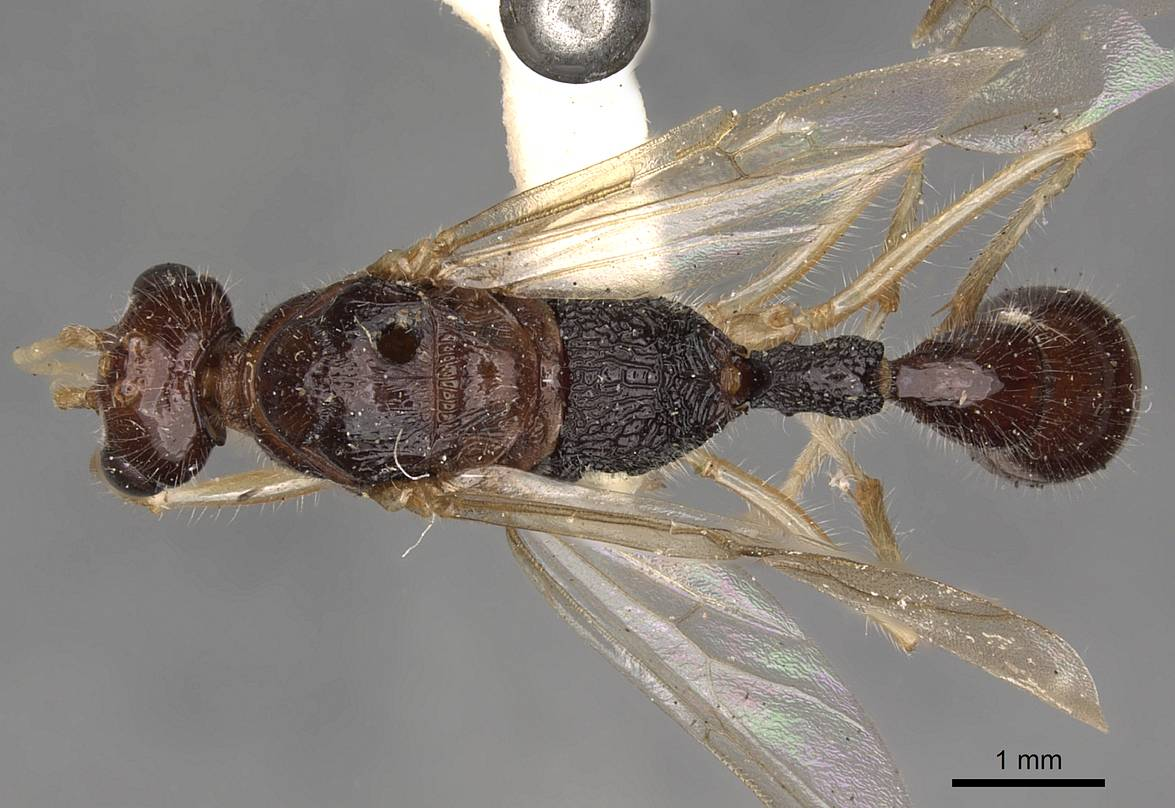
背面图